# Caroline Yoda
 (novembre 2023).
Caroline Waliyah Yoda, épouse Traoré, est une journaliste et animatrice de télévision burkinabé, employée par la chaîne BF1.

## Carrière professionnelle
Caroline Yoda débute à la télévision Canal 3. A la télévision BF1, elle est journaliste et présentatrice. En 2015 à la suite du coup d’État du Général Gilbert Dienderé, elle est accusée d’être impliquée et incarcérée,. Caroline sera blanchie après quelques mois et déchargée de toutes les charges contre elle,,. Elle réintègre la télévision BF1 où elle occupe le poste de rédactrice en chef.